# Coleophora pinkeri
Coleophora pinkeri é uma espécie de mariposa do gênero Coleophora pertencente à família Coleophoridae.